# День парашютиста

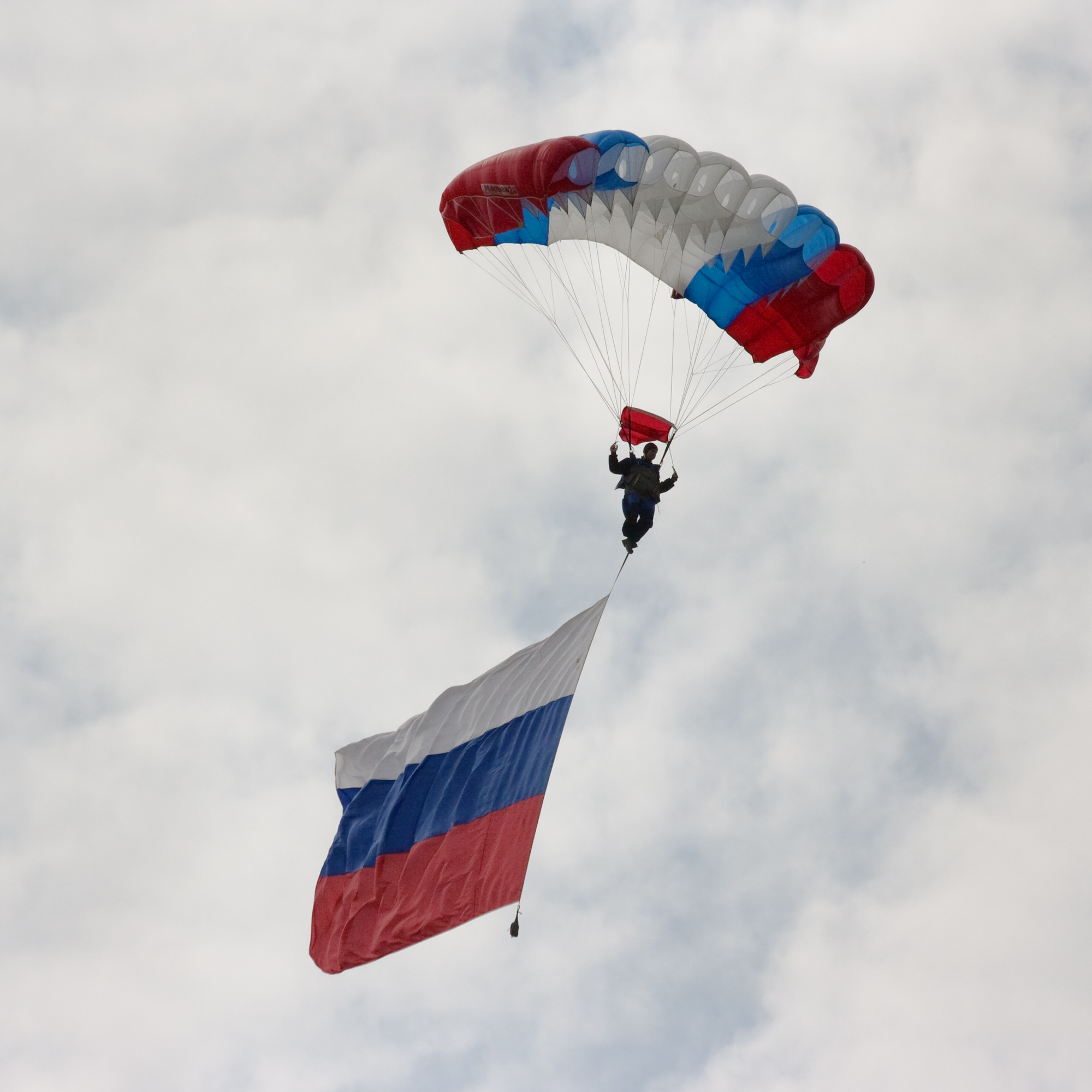
Показательные выступления — прыжок с российским флагом.

День парашютиста — неофициальный праздник советских и российских профессионалов и любителей парашютизма, отмечаемый ежегодно 26 июля.
Праздник отмечается также и в некоторых постсоветских государствах, в том числе на Украине.

## История праздника

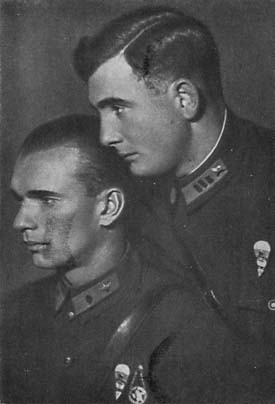
Первые советские парашютисты Леонид Минов и Яков Мошковский

В 1929 году комбриг ВВС РККА Леонид Григорьевич Минов в составе советской торговой организации «Амторг» посетил завод компании «Ирвин», где ознакомился с выпускаемыми заводом спасательными парашютами и совершил несколько прыжков. После возвращения в СССР Минов был назначен на должность инструктора по парашютной подготовке ВВС РККА и к лету 1930 года провёл теоретическую подготовку для 30 добровольцев 11-й авиационной бригады Московского военного округа.
26 июля 1930 года под Воронежем 5 советских лётчиков и механиков (Мошковский, Егоров, 3ахаров, Коваленков, Кухаренко, Мухин, Поваляев, Пойдус, Филиппов, Фрейман, Черкашин) во главе с Миновым впервые в СССР совершили серию тренировочных прыжков с самолёта.
Для прыжков использовались американские парашюты компании «Ирвин», закупленные в результате поездки Минова в США. Всего же, за время проведения сборов с 26 по 29 июля, было выполнено 59 тренировочных и показательных прыжков с парашютом.
Первый опыт, полученный в 1930 году, дал толчок для дальнейшего развития парашютизма в Советском Союзе. Уже к концу 1931 года советские парашютисты выполнили около 600 тренировочных и показательных прыжков.
Увлечение было столь популярным, что в городских парках культуры и отдыха устанавливались «парашютные вышки», с которых мог прыгнуть любой желающий.